# Bernard de Spanheim
Bernard de Spanheim (sau Sponheim) (n. 1176 sau 1181 – d. 4 ianuarie 1256) a fost duce al Carintiei vreme de 54 de ani, din 1202 până la moarte.

## Familia
Bernard era un vlăstar al nobilei case de Sponheim originară din Franconia renană, care în 1122 moștenise teritoriul imperial al Carintiei. Tatăl său era ducele Herman al II-lea de Carintia, care domnise între 1161 și 1181. Acesta a fost inițial succedat de către fratele mai mare al lui Bernard, ducele Ulrich al II-lea, care a domnit vreme de două decenii, însă a murit fără a avea urmași direcți la 10 august 1202, drept pentru care Bernard a devenit duce. Mama lui Bernard a fost Agnes de Babenberg, fiica Henric al II-lea, duce de Austria și de Bavaria. Anterior Agnes fusese căsătorită cu regele Ștefan al III-lea al Ungariei.
Bunicii paterni ai lui Bernard au fost margraful Engelbert al III-lea de Istria de Istria și Matilda de Sulzbach.

## Domnia
Bernard fusese deja regent al ducatului carintian încă de când fratele său, ducele Ulrich al II-lea, se îmbolnăvise grav, din 1199.
În conflictul dintre Casa de Hohenstaufen și cea de Welf pentru tronul Germniei, Bernard a urmat inițial politica fratelui său de sprijinire a rudei lor, Filip de Suabia, care fusese ales rege romano-german din 1198. Cu toate acestea, ulterior el s-a apropiat de Welf-ul Otto al IV-lea de Braunschweig după asasinarea lui Filip în 1208. În 1213, Bernard a schimbat din nou tabăra, trecând de partea nepotului lui Filip, Frederic al II-lea de Hohenstaufen, care în cele din urmă a avut câștig de cauză.
Bernard a obținut controlul asupra pasului Loibl, de importanță strategică, conducând către Marca de Carniola în sud, unde fiul său Ulrich (viitorul Ulrich al III-lea) devine în 1248 margraf, în urma căsătoriei cu Agnes de Andechs, fiică a ducelui Otto I de Merania. De asemenea, el este creditat cu întemeierea Kostanjevica (Landstraß), abație cisterciană în Carniola inferioară în jurul lui 1234, ca și al viitoarei capitale a Carintiei, Klagenfurt, unde și-a mutat reședința din 1246. Bernard este înmormântat în abația Sankt Paul im Lavanttal.

## Căsătorie și urmași
În 1213, Bernard a fost căsătorit cu Iudita, fiica regelui Ottokar I al Boemiei din dinastia Přemyslid cu a doua soție a sa, Constanța, fiica regelui Béla al III-lea al Ungariei. Bernard și Iudita au avut patru copii:
- Ulrich al III-lea (n. cca. 1220-d. 1269), duce de Carintia (1256-1269) și margraf de Carniola (din 1248),
- Bernard de Carintia,
- Margareta de Carintia,
- Filip de Carintia (d. 21/22 iulie 1279), arhiepiscop de Salzburg între 1247 și 1256 și patriarh de Aquileia între 1269 și 1273.

Atunci când ducele Ulrich al III-lea a murit fără moștenitori direcți, fratele său Filip a emis pretenții asupra domeniilor din Carintia și Carniola și chiar a obținut titlul feudal de la regele Rudolf I al Germaniei în 1275. Cu toate acestea, Filip nu a reușit să obțină câștig de cauză în fața vărului său primar, regele Ottokar al II-lea al Boemiei, care în 1268 semnase un tratat de moștenire cu ducele Ulrich.